# (5210) Saint-Saëns
(5210) Saint-Saëns est un astéroïde de la ceinture principale.

## Description
(5210) Saint-Saëns est un astéroïde de la ceinture principale. Il fut découvert par Freimut Börngen le 7 mars 1989 à Tautenburg. Il présente une orbite caractérisée par un demi-grand axe de 2,43 UA, une excentricité de 0,148 et une inclinaison de 2,14° par rapport à l'écliptique.
Il fut nommé en hommage au compositeur français Camille Saint-Saëns (1835-1921).